# 徐質
徐 質（じょ しつ）は、中国三国時代の魏の武将。

## 生涯
嘉平元年（249年）、蜀漢の姜維は魏に圧力をかけるため、麹山に2つの城を築き、牙門将の句安らに守らせていた。討蜀護軍の官にあった徐質は、陳泰の指揮下で2城を包囲し、彼らの輸送路や水源を断って、降伏へと追い込んだ。
嘉平6年（254年）、姜維の北伐を迎撃（狄道の戦い）。この戦いでは蜀漢の名将張嶷も戦死するが、張嶷の軍が自軍に倍する損害をもたらし、魏軍が敗れ、徐質も戦死に至った。
なお、『三国志』魏書文帝紀には「利成太守の徐質」という記述もあるが、黄初6年（225年）時点で殺害されているため、同名の別人とされる。

## 三国志演義
羅貫中の小説『三国志演義』では輔国将軍の官にあり、開山大斧を武器とする猛将として登場。姜維の北伐を迎撃し、諸戦では廖化・張翼相手の一騎打ちで連勝を収める。その後、司馬昭の指示で蜀漢の糧道を断つが姜維には見透かされており、伏兵に挟撃された末に戦死に至る（第109回）。